# Cleburne Auto Car Manufacturing Company
Cleburne Auto Car Manufacturing Company war ein US-amerikanischer Hersteller von Fahrzeugen.

## Unternehmensgeschichte
Harry Eugene Luck hatte bereits 1910 ein Fahrzeug entworfen, das Chaparral genannt wurde. 1911 wurde das Unternehmen in Cleburne in Texas gegründet. Luck wurde Präsident, E. N. Brown Vizepräsident, F. L. Deal zweiter Vizepräsident und R. H. Crank Sekretär. Ende 1911 begann die Produktion von Automobilen. Der Markenname lautete Luck Utility. 1913 kam ein Lastkraftwagen dazu, der Luck Truck genannt wurde, aber ein Einzelstück blieb.
1914 endete die Produktion. Insgesamt entstanden etwa 20 Fahrzeuge.

## Fahrzeuge
Im Angebot stand nur ein Personenkraftwagen-Modell. Ein Vierzylindermotor trieb die Fahrzeuge an. Der Motor war mit 25/30 PS angegeben. Das Fahrgestell hatte 292 cm Radstand. Der Aufbau war ein Roadster, der zu einem leichten Lieferwagen umgebaut werden konnte. Die Reifen waren Vollgummireifen.